# Alexandar Nanew
Alexandar Nanew (* 9. November 1958) ist ein ehemaliger bulgarischer Ringer. Er war Europameister 1986 und 1987 im freien Stil im Mittelgewicht.

## Werdegang
Alexandar Nanew begann im Alter von 14 Jahren 1972 mit dem Ringen. Nach ersten Erfolgen im Juniorenbereich und dem Eintritt in die Armee wurde Mitglied des zentralen Sportclubs der Armee (CSKA) Sofia und dort von Trainer Jantscho Patrikow zu einem hervorragenden Freistilringer ausgebildet. Bereits im Juniorenalter gehörte er zur europäischen Elite der Freistilringer und belegte bei der Junioren-Europameisterschaft in Poznań 1976 den 3. Platz im Weltergewicht.
Alexandar Nanew gelang auch der Übergang vom Junioren- in den Seniorenbereich nahtlos, denn bei der Weltmeisterschaft 1977 in Lausanne gewann er als Neunzehnjähriger auf Anhieb die Silbermedaille. Er siegte dabei über Stanley Dziedzic aus den USA nach Punkten und unterlag Mansoor Barzegar aus dem Iran nach Punkten, der wiederum gegen Dziedzic verlor. In der Endabrechnung hatte Dziedzic das beste Punkteverhältnis dieser drei Ringer und siegte so vor Nanew und Barzegar.
1978 kam Alexandar Nanew bei der Weltmeisterschaft auf den 4. Platz, nachdem er gegen Peter Marta aus der UdSSR und Leroy Kemp aus den USA verloren hatte. Eine Medaille gewann er dann wieder bei der Europameisterschaft 1979 in Bukarest, nämlich die bronzene. Er besiegte bei dieser Meisterschaft auch den bundesdeutschen Spitzenringer Martin Knosp aus Urloffen.
Im Jahre 1980 kam er bei der Europameisterschaft in Prievidza nur auf den 5. Platz und wurde vom bulgarischen Ringerverband nicht für die Olympischen Spiele in Moskau nominiert. Aus Bulgarien startete in Moskau im Weltergewicht Walentin Rajtschew, der dort prompt Olympiasieger wurde. Alexandar Nanew wurde zwar wieder bei den Weltmeisterschaften 1982 und 1983 und bei der Europameisterschaft 1983 im Weltergewicht eingesetzt, konnte dort aber keine Spitzenplätze belegen.
Ab 1985 rang er dann eine Gewichtsklasse höher, im Mittelgewicht. Von der Last des Abtrainierens befreit, erzielte er dann in den Jahren bis 1988 einen Erfolg nach dem anderen. Zunächst wurde er 1985 in Budapest Vize-Weltmeister hinter Mark Schultz aus den USA, dann gelang ihm 1986 der Sieg bei der Europameisterschaft in Athen und erneut die Vize-Weltmeisterschaft in Budapest. 1987 wurde er in Tampere wieder Europameister und in Seoul erneut Vize-Weltmeister. Seine Karriere schloss Alexandar Nanew mit einem 3. Platz bei der Europameisterschaft 1988 in Manchester ab. Die Gründe, warum er nicht bei den Olympischen Spielen 1988 in Seoul am Start war, sind nicht bekannt.
Nach Beendigung seiner aktiven Ringerlaufbahn wechselte Alexandar Nanew in das Traineramt.

## Internationale Erfolge
(OS = Olympische Spiele, WM = Weltmeisterschaft, EM = Europameisterschaft, F = freier Stil, We = Weltergewicht, Mi = Mittelgewicht, damals bis 74 kg bzw. 82 kg Körpergewicht)
- 1976, 3. Platz, Junioren-EM in Poznań, F, We, hinter Georgi Makarasaschwili, UdSSR u. Peter Syring, DDR;
- 1977, 6. Platz, EM in Bursa, F, We, mit einem Sieg über Janos Kocsis, Ungarn u. Niederlagen gegen Peter Marta, UdSSR u. Reşit Karabacak, Türkei;
- 1977, 2. Platz, WM in Lausanne, F, We, mit Siegen über Suehira Fujita, Japan, Peter Tschan, Schweiz, Günter Busarello, Österreich, Risto Kirov, Jugoslawien u. Stanley Dziedzic, USA u. Niederlagen gegen Dschamtsyn Dawaadschaw, Mongolei u. Mansoor Barzegar, Iran (1. Dziedzic, 2. Nanew, 3. Barzegar);
- 1978, 4. Platz, WM in Mexiko-Stadt, F, W, mit Siegen über Dschamtsyn Dawaadschaw, Sevket Algar, Türkei, Kiro Ristov, Marc Mongeon, Kanada u. Niederlagen gegen Peter Marta u. Leroy Kemp, USA;
- 1979, 3. Platz, EM in Bukarest, F, We, mit Siegen über Rudolf Marro, Schweiz, Ryszard Scigalski, Polen, Emilian Christian, Rumänien u. Martin Knosp, BRD u. einer Niederlage gegen Abanal Muslimow, UdSSR;
- 1979, 6. Platz, WM in San Diego, F, We, mit Siegen über Clive Llewellyn, Kanada u. Im Mon Ko, Nordkorea u. Niederlagen gegen Nikolai Petrenko, UdSSR u. Leroy Kemp;
- 1980, 5. Platz, EM in Prievidza, F, We, mit Siegen über Philippe Mathis, Frankreich, Kiro Ristov u. Ryszard Scigalski u. Niederlagen gegen Dan Karabín, Tschechoslowakei u. Georgi Makarasachwili;
- 1982, 7. Platz, WM in Edmonton, F, We, hinter Leroy Kemp, Dan Karabin, Juri Worobjow, UdSSR, Takashi Kikuchi, Japan, Hossein Mohebbi, Iran u. Istvan Feher, Ungarn;
- 1983, 6. Platz, EM in Budapest, F, We, hinter Šaban Sejdi, Jugoslawien, Pekka Rauhala, Finnland, Wladimir Dschugutow, UdSSR, Krystian Rajman, Polen u. Burhan Sabanciuglo, Türkei;
- 1983, 7. Platz, WM in Kiew, F, We, hinter David Schultz, USA, Taram Magomedow, UdSSR, Martin Knosp, Pekka Rauhala, Dan Karabin i. Damdingiin Bajaraa, Mongolei;
- 1984, 2. Platz, World-Cup in Toledo/USA, F, We, hinter Wladimir Dschugutow u. vor Raul Cascaret Fonseca, Kuba, Leroy Kemp u. Marc Mongeon;
- 1985, 1. Platz, Großer Preis der Bundesrepublik Deutschland in Aschaffenburg, F, Mi, vor Andrzej Radomski, Polen, Peter Franz, DDR u. Thomas Mittermüller, BRD;
- 1985, 2. Platz, WM in Budapest, F, Mi, hinter Mark Schultz u. vor Alexander Tambowzew, UdSSR, Reiner Trik, BRD, Serge Marcel, Kanada u. Cedo Nikolovski, Jugoslawien;
- 1986, 1. Platz, EM in Athen, F, Mi, vor Vagati Kazibekow, UdSSR, Jozef Lohyňa, Tschechoslowakei, Gheorghe Mitu, Rumänien u. Jouni Ilomäki, Finnland;
- 1986, 2. Platz, WM in Budapest, F, Mi, hinter Wladimer Modossiani, UdSSR u. vor Jozef Lohyna, Reiner Trik, Gheorghe Mitu u. Alcide Legrand, Frankreich;
- 1987, 1. Platz, EM in Tampere, F, Mi, vor Wladimer Modossiani, Jozef Lohyna, Ion Matu, Rumänien, Necmi Gençalp, Türkei u. Costas Avramis, Griechenland;
- 1987, 2. Platz, WM in Seoul, F, Mi, hinter Mark Schultz u. vor Wladimer Modossiani, Andrzej Radomski, Reiner Trik u. Necmi Gencalp;
- 1988, 3. Platz, EM in Manchester, F, Mi, hinter Juri Worobjow, UdSSR u. Hans Gstöttner, DDR u. vor Andrzej Radomski, Josef Lohyna u. Iglesias Francisco, Spanien